# ハーディング (小惑星)
ハーディング (2003 Harding) は、小惑星帯に位置する小惑星である。パロマー天文台のトム・ゲーレルスとライデン大学のファン・ハウテン夫妻が発見した。
小惑星 (3) ジュノーを発見したドイツ人天文学者のカール・ハーディング（1765年 - 1834年）に因んで名付けられた。